# Aroussia Nalouti
Aroussia Nalouti ou Arūsiyaẗ al-Nālūtī, née  en 1950 à Djerba, est une écrivaine tunisienne.

## Biographie
Elle est née en 1950 à Djerba, au sein d'une famille commerçante. Sa mère est analphabète et son père dispose d'un certificat d'études primaires. Effectuant ses études secondaires dans un lycée de Tunis, elle est sélectionnée lors d'un concours d'écriture de nouvelles entre les lycéens de la capitale,.
Elle effectue des études supérieures en langue et littérature arabes, puis commence une carrière d'enseignante. En 1976, elle quitte la Tunisie pour s'installer à Paris, puis revient dans son pays en 1993. Elle y occupe dès lors différents postes au sein des ministères tunisiens de la Culture et de l'Éducation nationale. Elle se consacre aussi à l'écriture, mettant à profit sa culture bilingue, arabe et française. Son œuvre comprend des nouvelles, des romans, des contes pour enfants et des scénarios de film, notamment pour Salma Baccar — elle est par exemple co-scénariste de Fleur d'oubli) — et pour Fadhel Jaziri (scénario de Thalathoun).

## Principales publications

### Recueil de nouvelles
- Buʻd al-khāmis, 1975.

### Romans
- Marātīj, 1985.
- Zaynab ou les brèches de la mémoire (en), Arles, Actes Sud, 1995.
- al-Isfanjah, 2005.